# Mark Kennedy
Mark Kennedy (Dublino, 15 maggio 1976) è un allenatore di calcio ed ex calciatore irlandese, di ruolo centrocampista.

## Carriera

### Club
Kennedy iniziò la sua carriera professionistica al Millwall e debuttò il 24 aprile 1992 contro il Charlton Athletic. Trascorse qui oltre tre anni e in questo periodo debuttò anche nell'Irlanda under 21. Un suo gol eliminò l'Arsenal dalla FA Cup 1994-1995.
Nel marzo 1995 si trasferì al Liverpool per 1,5 milioni di sterline diventando il trasferimento più costoso di un teenager nella storia britannica. Ad Anfield collezionò 18 presenze in tre stagioni. Nel 1998 venne mandato in prestito al Queens Park Rangers.
Trovò un posto da titolare nel 1998 quando si trasferì al Wimbledon FC per 1,75 milioni di sterline; rimase solo una stagione con i Dons perché nel 1999 si trasferì al Manchester City per 1,6 milioni di sterline.
Alla sua prima stagione il Manchester City venne promosso in Premier League ma l'anno seguente venne di nuovo retrocesso e l'allenatore Joe Royle venne licenziato. Il suo successore Kevin Keegan decise che Kennedy non faceva parte dei suoi piani e lo inserì nella lista dei partenti. Kennedy si trasferì al Wolverhampton Wanderers per 2 milioni di sterline nel 2001.
Alla prima stagione con i Wolves sfiorò la promozione ma si infortunò (strappo inguinale) nel finale di stagione; la sua squadra scivolò ai play-off e li perse contro il Norwich City. La stagione seguente il Wolverhampton vinse la finale dei play-off contro lo Sheffield Wednesday, partita nel quale Kennedy segnò un gol; i Wolves vennero promossi in FA Premier League. Il Wolverhampton non riuscì a rimanere nella massima serie e l'allenatore Dave Jones venne sostituito da Glenn Hoddle alla fine del 2004. Hoddle cambiò ruolo a Kennedy e lo fece giocare come centrocampista invece che nel ruolo di ala.
Nell'estate 2006, dopo la partenza di Hoddle, Kennedy si trasferì al Crystal Palace il cui allenatore era Peter John Taylor. Kennedy fu titolare per l'intera stagione 2006-2007, mentre nella stagione successiva trovò meno spazio.
Il 10 luglio 2008 firmò per il Cardiff City su richiesta del suo ex allenatore (ai tempi del Wolverhampton) Dave Jones. Kennedy iniziò la stagione giocando come terzino sinistro a causa dell'infortunio di Tony Capaldi; all'inizio della stagione si infortunò nuovamente. Dopo il ritorno dall'infortunio venne confermato terzino sinistro titolare.

### Nazionale
Kennedy debuttò in Nazionale irlandese il 6 settembre 1995 contro l'Austria e segnò il primo gol internazionale il 28 aprile 1999 contro la Svezia.
Collezionò 34 presenze e 4 gol.
La sua ultima presenza risale al 13 febbraio 2002 contro la Russia.

## Statistiche

### Cronologia presenze e reti in nazionale
| Cronologia completa delle presenze e delle reti in nazionale ― Irlanda | Cronologia completa delle presenze e delle reti in nazionale ― Irlanda | Cronologia completa delle presenze e delle reti in nazionale ― Irlanda | Cronologia completa delle presenze e delle reti in nazionale ― Irlanda | Cronologia completa delle presenze e delle reti in nazionale ― Irlanda | Cronologia completa delle presenze e delle reti in nazionale ― Irlanda | Cronologia completa delle presenze e delle reti in nazionale ― Irlanda | Cronologia completa delle presenze e delle reti in nazionale ― Irlanda |
| Data                                                                   | Città                                                                  | In casa                                                                | Risultato                                                              | Ospiti                                                                 | Competizione                                                           | Reti                                                                   | Note                                                                   |
| ---------------------------------------------------------------------- | ---------------------------------------------------------------------- | ---------------------------------------------------------------------- | ---------------------------------------------------------------------- | ---------------------------------------------------------------------- | ---------------------------------------------------------------------- | ---------------------------------------------------------------------- | ---------------------------------------------------------------------- |
| 6-9-1995                                                               | Vienna                                                                 | Austria                                                                | 3 – 1                                                                  | Irlanda                                                                | Qual. Euro 1996                                                        | -                                                                      | 62’                                                                    |
| 11-10-1995                                                             | Dublino                                                                | Irlanda                                                                | 2 – 1                                                                  | Lettonia                                                               | Qual. Euro 1996                                                        | -                                                                      | 84’                                                                    |
| 15-11-1995                                                             | Lisbona                                                                | Portogallo                                                             | 3 – 0                                                                  | Irlanda                                                                | Qual. Euro 1996                                                        | -                                                                      | 73’                                                                    |
| 27-3-1996                                                              | Dublino                                                                | Irlanda                                                                | 0 – 2                                                                  | Russia                                                                 | Amichevole                                                             | -                                                                      | 46’                                                                    |
| 24-4-1996                                                              | Praga                                                                  | Rep. Ceca                                                              | 2 – 0                                                                  | Irlanda                                                                | Amichevole                                                             | -                                                                      |                                                                        |
| 2-6-1996                                                               | Dublino                                                                | Irlanda                                                                | 2 – 2                                                                  | Croazia                                                                | Amichevole                                                             | -                                                                      |                                                                        |
| 4-6-1996                                                               | Rotterdam                                                              | Paesi Bassi                                                            | 3 – 1                                                                  | Irlanda                                                                | Amichevole                                                             | -                                                                      | 46’                                                                    |
| 9-6-1996                                                               | Foxborough                                                             | Stati Uniti                                                            | 2 – 1                                                                  | Irlanda                                                                | Amichevole                                                             | -                                                                      | 61’                                                                    |
| 12-6-1996                                                              | East Rutherford                                                        | Messico                                                                | 2 – 2                                                                  | Irlanda                                                                | Amichevole                                                             | -                                                                      | 73’                                                                    |
| 15-6-1996                                                              | East Rutherford                                                        | Bolivia                                                                | 0 – 3                                                                  | Irlanda                                                                | Amichevole                                                             | -                                                                      | 65’                                                                    |
| 30-4-1997                                                              | Bucarest                                                               | Romania                                                                | 1 – 0                                                                  | Irlanda                                                                | Qual. Mondiali 1998                                                    | -                                                                      |                                                                        |
| 21-5-1997                                                              | Dublino                                                                | Irlanda                                                                | 5 – 0                                                                  | Liechtenstein                                                          | Qual. Mondiali 1998                                                    | -                                                                      | 57’ 64’                                                                |
| 20-8-1997                                                              | Dublino                                                                | Irlanda                                                                | 0 – 0                                                                  | Lituania                                                               | Qual. Mondiali 1998                                                    | -                                                                      | 73’                                                                    |
| 6-9-1997                                                               | Reykjavík                                                              | Islanda                                                                | 2 – 4                                                                  | Irlanda                                                                | Qual. Mondiali 1998                                                    | 1                                                                      | 46’ 84’                                                                |
| 11-10-1997                                                             | Dublino                                                                | Irlanda                                                                | 1 – 1                                                                  | Romania                                                                | Qual. Mondiali 1998                                                    | -                                                                      |                                                                        |
| 29-10-1997                                                             | Dublino                                                                | Irlanda                                                                | 1 – 1                                                                  | Belgio                                                                 | Qual. Mondiali 1998                                                    | -                                                                      | 33’                                                                    |
| 15-11-1997                                                             | Bruxelles                                                              | Belgio                                                                 | 2 – 1                                                                  | Irlanda                                                                | Qual. Mondiali 1998                                                    | -                                                                      | 74’                                                                    |
| 23-5-1998                                                              | Dublino                                                                | Irlanda                                                                | 0 – 0                                                                  | Messico                                                                | Amichevole                                                             | -                                                                      | 78’                                                                    |
| 14-10-1998                                                             | Dublino                                                                | Irlanda                                                                | 5 – 0                                                                  | Malta                                                                  | Qual. Euro 2000                                                        | -                                                                      | 83’                                                                    |
| 28-4-1999                                                              | Dublino                                                                | Irlanda                                                                | 2 – 0                                                                  | Svezia                                                                 | Amichevole                                                             | 1                                                                      | 79’                                                                    |
| 29-5-1999                                                              | Dublino                                                                | Irlanda                                                                | 0 – 1                                                                  | Irlanda del Nord                                                       | Amichevole                                                             | -                                                                      |                                                                        |
| 9-6-1999                                                               | Dublino                                                                | Irlanda                                                                | 1 – 0                                                                  | Macedonia                                                              | Qual. Euro 2000                                                        | -                                                                      |                                                                        |
| 1-9-1999                                                               | Dublino                                                                | Irlanda                                                                | 2 – 1                                                                  | Jugoslavia                                                             | Qual. Euro 2000                                                        | 1                                                                      |                                                                        |
| 8-9-1999                                                               | Ta' Qali                                                               | Malta                                                                  | 2 – 3                                                                  | Irlanda                                                                | Qual. Euro 2000                                                        | -                                                                      | 54’                                                                    |
| 9-10-1999                                                              | Skopje                                                                 | Macedonia                                                              | 1 – 1                                                                  | Irlanda                                                                | Qual. Euro 2000                                                        | -                                                                      | 85’                                                                    |
| 23-2-2000                                                              | Dublino                                                                | Irlanda                                                                | 3 – 2                                                                  | Rep. Ceca                                                              | Amichevole                                                             | -                                                                      | 46’                                                                    |
| 30-5-2000                                                              | Dublino                                                                | Irlanda                                                                | 1 – 2                                                                  | Scozia                                                                 | Amichevole                                                             | 1                                                                      | 61’                                                                    |
| 4-6-2000                                                               | Chicago                                                                | Messico                                                                | 2 – 2                                                                  | Irlanda                                                                | USA Cup 2000                                                           | -                                                                      |                                                                        |
| 6-6-2000                                                               | Foxborough                                                             | Stati Uniti                                                            | 1 – 1                                                                  | Irlanda                                                                | USA Cup 2000                                                           | -                                                                      | 72’                                                                    |
| 11-6-2000                                                              | East Rutherford                                                        | Sudafrica                                                              | 1 – 2                                                                  | Irlanda                                                                | USA Cup 2000                                                           | -                                                                      | 44’                                                                    |
| 25-4-2001                                                              | Dublino                                                                | Irlanda                                                                | 3 – 1                                                                  | Andorra                                                                | Qual. Mondiali 2002                                                    | -                                                                      | 66’                                                                    |
| 15-8-2001                                                              | Dublino                                                                | Irlanda                                                                | 2 – 2                                                                  | Croazia                                                                | Amichevole                                                             | -                                                                      | 46’                                                                    |
| 6-10-2001                                                              | Dublino                                                                | Irlanda                                                                | 4 – 0                                                                  | Cipro                                                                  | Qual. Mondiali 2002                                                    | -                                                                      | 64’                                                                    |
| 13-2-2002                                                              | Dublino                                                                | Irlanda                                                                | 2 – 0                                                                  | Russia                                                                 | Qual. Mondiali 2002                                                    | -                                                                      | 46’                                                                    |
| Totale                                                                 |                                                                        | Presenze                                                               | 34                                                                     |                                                                        | Reti                                                                   | 4                                                                      |                                                                        |